# 2035 - Mutazione immortale
2035 - Mutazione immortale (Island City) è un film di fantascienza per la televisione del 1994 di Jorge Montesi. Fu prodotto come episodio pilota di una serie televisiva che non venne mai girata.

## Trama
Un esperimento del XXI secolo non va a buon fine e dal caos che ne deriva nascono mutanti geneticamente violenti.